# Boris Stenin
Boris Andrianovich Stenin (russe : Борис Андрианович Стенин), né le 17 janvier 1935 à Arti et mort le 18 janvier 2001 à Moscou, est un patineur de vitesse soviétique. Sa femme Valentina Stenina a également pratiqué le patinage de vitesse à haut niveau.
Il remporte aux Jeux olympiques d'hiver de 1960 à Squaw Valley une médaille de bronze sur 1 500 mètres. Durant cette année, il a aussi remporté le titre mondial toutes épreuves et a été récompensé par le Prix Oscar Mathisen décerné au meilleur patineur de l'année. Après sa carrière sportive, il a été actif comme entraîneur dans l'équipe nationale soviétique.

## Palmarès
| Championnats                          | Médaille d'or  | Médaille d'argent | Médaille de bronze |
| Jeux olympiques                       |                |                   | 1960 (1 500 m)     |
| Championnats du monde toutes épreuves | 1960           |                   |                    |
| Championnats d'Europe toutes épreuves |                | 1960              | 1962               |
| Championnats d'URSS toutes épreuves   | 1960 1962 1963 |                   | 1961               |